# Мальцева, Евдокия Фёдоровна
Евдокия Фёдоровна Мальцева (8 марта 1917 — 9 января 1992) — передовик советского народного образования и просвещения, учитель средней школы № 12 города Орехово-Зуево Московской области, Герой Социалистического Труда (1968).

## Биография
Родилась 8 марта 1917 года в городе Орехово-Зуево Московской губернии в семье рабочего. Завершив обучение в 1932 году в семилетней школе, поступила учиться в только что созданное фабрично-заводское училище (ныне Московский областной железнодорожный индустриальный техникум имени В. И. Бондаренко). В 1934 году завершила учёбу и по направлению была отправлена на работу на завод «Карболит» (ныне открытое акционерное общество «Карболит») в родной город Орехово-Зуево. Одновременно с трудовой деятельностью на заводе стал обучаться на рабфаке.
В 1938 году успешно сдала экзамены и была зачислена на физико-математический факультет Московского государственного педагогического института имени В. И. Ленина. Осенью 1941 года, окончив высшее учебное заведение, была направлена на работу в Казахстан. Трудилась преподавателем в школе имени В. И. Ленина в городе Усть-Каменогорск, обучала школьников не математике и физике, а географии.
В конце 1943 года тяжело заболела её мать и она была отозвана обратно в Орехово-Зуево. Стала работать учителем математики в школе № 12 города Орехово-Зуево. Смогла добиться высокой эффективности на каждом уроке, постоянно в своей педагогической деятельности использовала индивидуальные формы работы с учащимися, вела активную внеклассную работу по предмету. Качество знаний у её школьников составляло 45-50 %. Своим примером учила ребят трудолюбию, бескорыстию, ответственности.
За большие заслуги в деле обучения и коммунистического воспитания учащихся, Указом Президиума Верховного Совета СССР от 1 июля 1968 года Евдокии Фёдоровне Мальцевой было присвоено звание Героя Социалистического Труда с вручением ордена Ленина и золотой медали «Серп и Молот».
Продолжала педагогическую работу в школе до 1975 года. Вела активную общественную работу среди учащихся общеобразовательного учреждения, а также среди населения города. Избиралась депутатом Орехово-Зуевского городского и Московского областного Советов, являлась членом Президиума ЦК профсоюза работников просвещения СССР, а также была в 1968 году делегатом Всесоюзного съезда учителей.
Проживала в городе Орехово-Зуево. Умерла 9 января 1992 года.

## Награды
За трудовые успехи была удостоена:
- золотая звезда «Серп и Молот» (01.07.1968);
- орден Ленина (01.07.1968);
- Заслуженный учитель школы РСФСР,
- Отличник народного просвещения РСФСР (1955),
- другие медали.